# Antonio Marchetti (architetto)
Antonio Marchetti (Brescia, 1724 – 1791) è stato un architetto italiano.
Figlio dell'architetto Giovanni Battista Marchetti, a sua volta nipote di Bernardo Fedrighini, è noto per aver progettato il seminario di Sant'Angelo a Brescia e la sala principale dell'Accademia degli Erranti (1772), nel 1758 fu nominato architetto del duomo di Brescia.

## Opere

### Chiese
- Chiesa parrocchiale dei Santi Vito, Modesto e Crescenzia a Barbariga (1750-1768);
- Chiesa di Santa Maria Annunciata a Borgosatollo (1762-1782);
- Chiesa di San Raffaele Arcangelo a Gerolanuova, Pompiano (1763-1772);
- Collegiata dei Santi Nazaro e Celso a Brescia (1767-1780);
- Chiesa di Santa Maria Maddalena a Brandico;
- Chiesa parrocchiale dei Santi Fabiano e Sebastiano a Motella, Borgo San Giacomo (1770-1780);
- Chiesa parrocchiale di San Michele Arcangelo a Coniolo, Orzinuovi (1776-1791);
- Chiesa parrocchiale dei Santi Pietro e Paolo.

### Palazzi
- Villa Guerrini a Borgosatollo;
- Villa Avogadro a Rezzato;
- Palazzo Martinengo di Villagana;
- Villa Negroboni a Gerolanuova;
- Villa Romei-Longhena Provaglio (Castenedolo, Capodimonte).